# 比爾吉爾 (奧蘭省)
35°44′12″N 0°33′15″W / 35.73667°N 0.55417°W

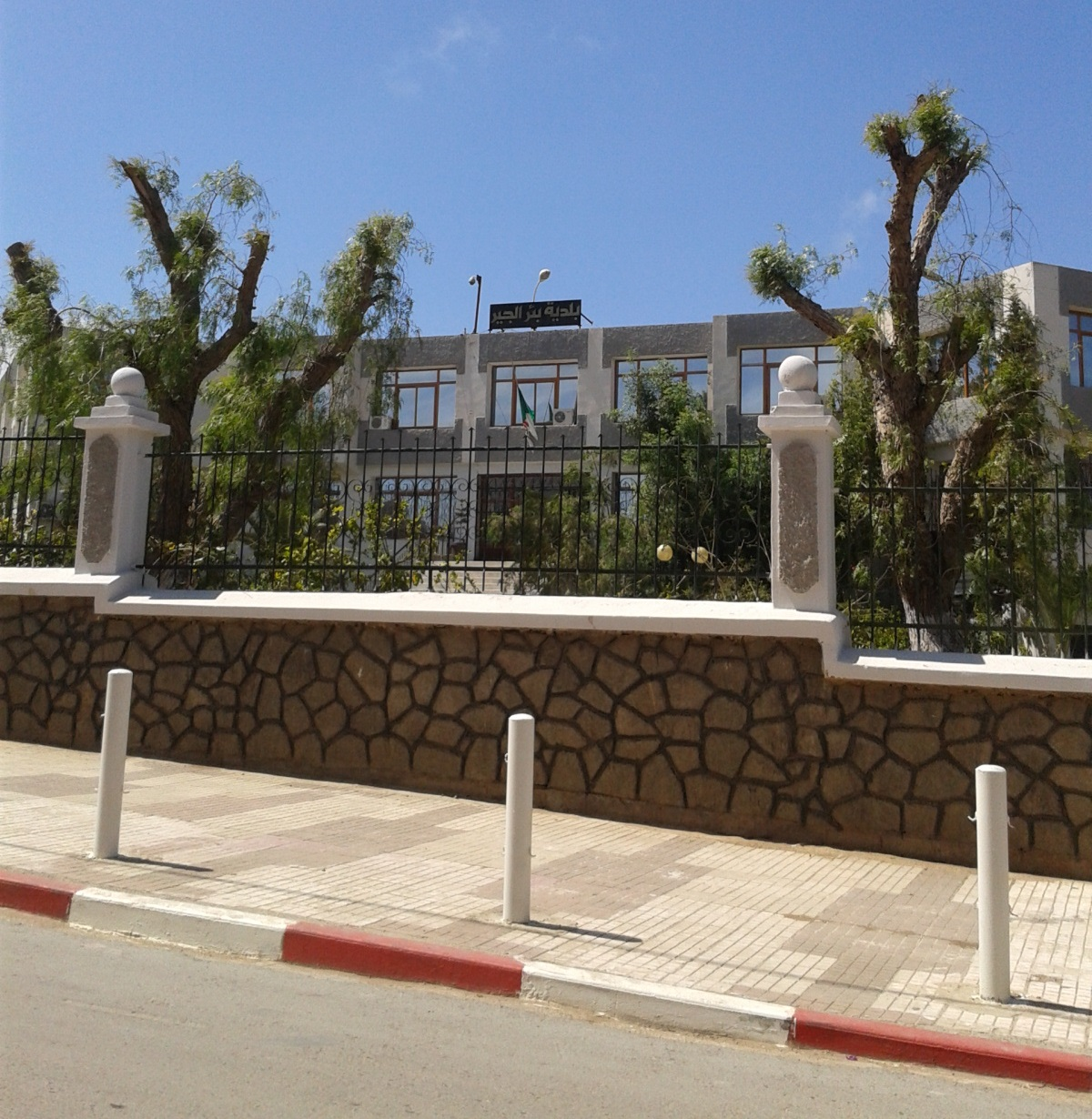

比爾吉爾（阿拉伯语：‎），是阿爾及利亞的城鎮，位於該國西北部，由奧蘭省負責管轄，是比爾吉爾區的首府，面積32平方公里，2009年人口171,883，人口密度每平方公里5,371人。